# Дзвінкий губно-зубний одноударний
Губно-зубний одноударний — приголосний звук, що існує в деяких мовах, переважно в мовах Центральної Африки, таких як мангбету й кера (повідомляється про існування такого звука в австронезійській мові сика). У Міжнародному фонетичному алфавіті записується як ⟨ⱱ⟩.

## Назва
- Губно-зубний одноударний
- Лабіо-дентальний одноударний (англ. labiodental flap)
- Дзвінкий губно-зубний одноударний
- Дзвінкий лабіо-дентальний одноударний (англ. voiced labiodental flap)

## Властивості
- Тип фонації — дзвінка, тобто голосові зв'язки вібрують від час вимови.
- Місце творення — губно-зубне, тобто він артикулюється нижньою губою проти верхніх зубів.
- Спосіб творення — одноударний, тобто одним м'язовим скороченням один артикулятор коротко ударяється об інший.

## Приклади
| Мова     | Слово | МФА    | Значення | Примітки            |
| -------- | ----- | ------ | -------- | ------------------- |
| мангбету | tewe  | [tɛⱱɛ] | десять   |                     |
| моно     | vwa   | [ⱱa]   | посилати | Опозиція /v/ і /w/. |